# Langenwetzendorf
Langenwetzendorf est une commune rurale de Thuringe (Allemagne), située dans l'arrondissement de Greiz.

## Géographie

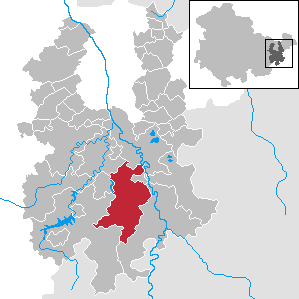
Situation de la commune (en rouge) dans l'arrondissement

Langenwetzendorf est située au sud de l'arrondissement, le long du Leuba. Le siège de la municipalité se trouve dans le village de Langenwetzendorf, situé à 11,5 km à l'est de Zeulenroda-Triebes et à 9 km à l'ouest de Greiz, le chef-lieu de l'arrondissement.
La commune est composée des onze villages suivants : Daßlitz,, Erbengrün, Göttendorf, Hainsberg, Hirschbach, Langenwetzendorf, Naitschau, Neuärgerniß, Nitschareuth, Wellsdorf et Zoghaus.
Communes limitrophes (en commençant par le nord et dans le sens des aiguilles d'une montre) : Hohenleuben, Hain, Kühdorf, Neugernsdorf, Neumühle/Elster, Greiz, Vogtländisches Oberland et Zeulenroda-Triebes.

## Histoire
La première mention écrite du village de Langenwetzendorf date de 1268 sous le nom de Wiczendorf. C'est un village-rue de forêt (waldhufendorf) typique des campagnes allemandes.
La plupart des villages de Langenwetzendorf a fait partie de la principauté de Reuss branche aînée (cercle de Greiz), cependant Hirschbach, Göttendorf, Langenwetzendorf et Neuärgerniß appartenaient à la principauté de Reuss branche cadette (cercle de Gera). À partir de 1920, ils ont tous été incorporés au nouveau land de Thuringe dans l'arrondissement de Greiz.
Les différents villages de la commune ont été incorporés au territoire de Langenwetzendorf entre 1994 et 1996. En 2006, un projet d'union avec la commune voisine de Vogtländisches Oberland a échoué.

## Démographie
Commune de Langenwetzendorf dans ses dimensions actuelles :
| 1910   | 1933  | 1939  | 1997  | 2000  | 2005  | 2010  |
| ------ | ----- | ----- | ----- | ----- | ----- | ----- |
| 4 857, | 4 857 | 4 797 | 3 299 | 3 987 | 3 738 | 3 519 |

## Politique
Aux élections municipales du 7 juin 2009, les résultats obtenus ont été les suivants :
| Parti           | Nombre de conseillers | Pourcentage de voix |
| --------------- | --------------------- | ------------------- |
| CDU             | 6                     | 38,6 %              |
| Bürgerbewegung  | 6                     | 35,0 %              |
| Die Linke       | 2                     | 11,5 %              |
| FDP/ Bf. Lawedo | 2                     | 14,9 %              |

## Communications
La commune est traversée par les routes nationales B92 Gera-Greiz (village de Daßlitz) et B94 Schleiz-Zeulenroda-Greiz (villages de Neuärgerniß, Göttendorf, Naitchau et Zoghaus).
La route régionale L1085 Triebes-Neumühle traverse Langenwetzendorf, Daßlitz et Nitschareuth. La K500 relie Langenwetzendorf et Göttendorf et la K504 Naitschau à Erbengrün et Wellsdorf.